# Le Virgile travesti
Le Virgile travesty en vers burlesques est une parodie de l'Énéide de Virgile publiée entre 1648 et 1653 par Paul Scarron.

## Composition
Cet ouvrage est souvent considéré comme le chef-d’œuvre de la poésie burlesque du XVIIe siècle. Dans la lancée de l’Énéide travestie de Giovanni Battista Lalli, Scarron déploie, dans les sept livres qui constituent son œuvre, toute la vivacité de son art, sans en faire un poème simplement grotesque et extravagant. Sa mort ayant interrompu sa tâche, en 1660, nombre d’autres auteurs, dont Jacques Moreau de Brasey (d)  ou Pierre Brussel (d) , ont cherché à lui donner une suite.